# 陰計算
1970年代以前の数学において "umbral calculus"（陰影の算法、陰計算（いんけいさん））は、ある種の「証明」に用いられるある種の暗喩的手法と、それとは一見して無関係のはずの多項式方程式との間に横たわる驚くべき関係についていうものであった。これらの手法は John Blissard (1861) で導入されたもので、ブリサードの記号法 (Blissard's symbolic method) と呼ばれることもある。理論の展開には、この手法を広く用いたリュカ（やシルヴェスター）の貢献もある。
1930-40年代にエリック・テンプル・ベルは umbral calculus に厳格な足場を築くことを試みた。
1970年代に、スティーヴン・ローマン、ジャン・カルロ・ロタらは、多項式からなる空間上の線型汎函数を用いて umbral calculus を展開した。現在においては、umbral calculus とは（二項型およびアペル多項式列を含む）シェファー列の研究を指す言葉になっているが、それらもまた対応する系統的な和分差分学周辺の手法に包摂される。

## 19世紀の umbral calculus
ここでいう umbral calculus とは、自然数で添字付けられた数列に関する等式を「添字を冪が如く扱う」ことによって導出するという、表記法に対する指示を与える方法論をいう。これを文字通り受け取れば非常に馬鹿げた内容なのであるが、これが殊の外うまく行くのである。つまり、umbral calculus で得られた等式はより複雑な（論理的に無理なく文字通りに取ることのできる）方法によってもきちんと導出することができる。
そのような例にはベルヌイ多項式が挙げられる。ひとまず二項係数に関して、通常の二項展開
{\displaystyle (y+x)^{n}=\sum _{k=0}^{n}{n \choose k}y^{n-k}x^{k}}
を想起しよう。これと並行してベルヌイ多項式に関する以下の関係式
{\displaystyle B_{n}(y+x)=\sum _{k=0}^{n}{n \choose k}B_{n-k}(y)x^{k}}
が著しく似た見た目であることが見て取れる。あるいはまた、通常の冪の微分法則
{\displaystyle {\frac {d}{dx}}x^{n}=nx^{n-1}}
とベルヌイ多項式の微分法則
{\displaystyle {\frac {d}{dx}}B_{n}(x)=nB_{n-1}(x)}
も同じ形をしている。このような類似性に基づいて umbral な証明が（表面的には）構築される。これは決して正しくは無いが、しかし何故かうまく行くようにみえる。例えば、ベルヌーイ数 bk の下付き添字の n − k を冪指数のように見せかけて
{\displaystyle B_{n}(x)=\sum _{k=0}^{n}{n \choose k}b^{n-k}x^{k}=(b+x)^{n}}
と書けば、両辺を微分して所期の結果
{\displaystyle B_{n}'(x)=n(b+x)^{n-1}=nB_{n-1}(x)}
を得るのである。上記に現れた変数 b を "umbra" と呼ぶ（ラテン語で「日影」「陰影」の意）。

## ニュートン級数展開
同様の umbral な関係式は和分差分学の理論においても存在する。例えばテイラー級数の umbral 版は、多項式函数 f に対する第 k-階前進差分を Δk[f] と書けば、
{\displaystyle f(x)=\sum _{k=0}^{\infty }{\frac {\Delta ^{k}[f](0)}{k!}}(x)_{k}}
と書くことができる。ここで (x)k = x(x − 1)(x − 2)⋯(x − k+1) はポッホハマー記号でここでは下降階乗の意味である。同様の関係式が、後退差分と上昇階乗に関しても成立する。
この級数はニュートン級数 あるいはニュートンの前進差分展開などとも呼ばれる。このテイラー展開類似の級数は和分差分学で利用される。

## 現代版の umbral calculus
1930年代および1940年代にベルはこの種の umbral な論法を論理的に厳密なものにしようと試みたが成功しなかった。組合せ論学者のリオーダンは1960年代に出版された著作 Combinatorial Identities でこの手の手法を広く用いた。
別の組合せ論学者ロタは、
{\displaystyle L(y^{n})=B_{n}(0)=B_{n}}
で定義される、y を変数とする多項式の上に作用する線型汎函数 L を考えれば謎が氷解することを指摘した。これとベルヌイ多項式の定義および L の線型性により
{\displaystyle B_{n}(x)=\sum _{k=0}^{n}{n \choose k}B_{n-k}x^{k}=\sum _{k=0}^{n}{n \choose k}L(y^{n-k})x^{k}=L\left(\sum _{k=0}^{n}{n \choose k}y^{n-k}x^{k}\right)=L((y+x)^{n})}
となるから、Bn(x) の現れる場所を L((y + x)n) で置き換えることができる。これはつまり下付きの n が上付き（冪指数）に移ったということだから、umbral calculus のカギとなる操作が肯定されたことになる。例えば
{\displaystyle B_{n}(y+x)=\sum _{k=0}^{n}{n \choose k}B_{n-k}(y)x^{k}}
は右辺を L を用いて書いて展開すれば
{\displaystyle \sum _{k=0}^{n}{n \choose k}B_{n-k}(y)x^{k}=\sum _{k=0}^{n}{n \choose k}L((2y)^{n-k})x^{k}=L\left(\sum _{k=0}^{n}{n \choose k}(2y)^{n-k}x^{k}\right)=L((2y+x)^{n})=B_{n}(x+y)}
と証明できる。後にロタは、このトピックにありがちな三つの同値関係（これらがすべて "=" で書かれていた）を区別しそこなったことで極めて複雑な結果に陥ったことを述べている。
1964年の論文でロタは、ベル数（これは有限集合の分割の総数を数えたものである）の満たす漸化式を構成するために umbral な方法を用いた。
Roman & Rota (1978) は umbral calculus を umbral algebra（陰代数、陰多元環）の研究として特徴づける。これは、変数 x の多項式全体の成すベクトル空間上の線型汎函数全体の成す多元環であり、その積は線型汎函数 L1, L2 に対して
{\displaystyle \langle L_{1}L_{2}\mid x^{n}\rangle =\sum _{k=0}^{n}{n \choose k}\langle L_{1}\mid x^{k}\rangle \langle L_{2}\mid x^{n-k}\rangle }
で定義される。多項式列を、線型汎函数 L による yn の像のなす数列で置き換えるとき、それによりこの umbral 法は特別な多項式に対するロタの一般論の本質的な部分とみることができて、そのような理論こそがある種の現代的なやり方で定義した umbral calculus であるということができる。このような理論の小さなサンプルが二項型多項式列の項およびシェファー列の項に見つかるだろう。
ロタは後に Shen との共著論文において umbral calculus を広く適用し、キュムラントの様々な組合せ論的性質を研究した。

## 注
1. ↑  E. T. Bell, "The History of Blissard's Symbolic Method, with a Sketch of its Inventor's Life", The American Mathematical Monthly 45:7 (1938), pp. 414–421.
2. ↑  Rota, Gian-Carlo; Kahaner, D; Odlyzko, A (1973). “On the foundations of combinatorial theory. VIII. Finite operator calculus”. Journal of Mathematical Analysis and Applications 42 (3):  684–760. doi:10.1016/0022-247X(73)90172-8. ISSN 0022247X.
3. ↑  G.-C. Rota and J. Shen, "On the Combinatorics of Cumulants", Journal of Combinatorial Theory, Series A, 91:283–304, 2000.